# قشلاق لوله‌دره حاجی حسن
قشلاق لوله‌دره حاجی حسن یک منطقهٔ مسکونی در ایران است که در بخش اسلام‌آباد واقع شده‌است. قشلاق لوله‌دره حاجی حسن ۱۸۹ نفر جمعیت دارد.